# Marcelo Adnet
Marcelo França Adnet (Rio de Janeiro, 5 de setembro de 1981) é um ator, compositor, carnavalesco , roteirista, comediante e apresentador brasileiro. É formado em jornalismo pela Pontifícia Universidade Católica (PUC-Rio), embora nunca tenha exercido a profissão. Após participações curtas em séries de TV, comerciais e filmes, Marcelo tornou-se conhecido nacionalmente através do programa 15 Minutos, da MTV Brasil, onde divagava sobre diversos assuntos e fazia improvisos e imitações. Fez parte do casting da TV Globo entre 2013 e 2023, onde interpretou o Dr. Paladino, protagonista da série O Dentista Mascarado, de Fernanda Young e Alexandre Machado, e fez parte do elenco dos humorísticos Tá no Ar: a TV na TV e do remake da Escolinha do Professor Raimundo. É também vice-presidente cultural da escola de samba Botafogo Samba Clube, onde também foi carnavalesco. Foi considerado pela revista Época um dos 100 brasileiros mais influentes do ano de 2009.

## Biografia
Marcelo nasceu no Rio de Janeiro, filho de Regina Cocchiarale (ex-modelo e figurinista) e de Francisco Adnet (cantor, instrumentalista e arranjador), sobrinho de Mario Adnet (cantor, instrumentalista e arranjador), Maucha Adnet (cantora), Muiza Adnet (cantora), tem uma irmã mais nova, Luiza, que foi atriz e bailarina clássica e é sobrinho de Fernando Cocchiarale (curador, professor e crítico de artes). Cresceu no bairro de Humaitá, na Zona Sul do Rio e chegou a estudar no Colégio Santo Agostinho no Leblon. 
Adnet possui ascendência africana, portuguesa, italiana, belga, judaica de origem moldava e romena. A maior parte de sua família é envolvida com a arte; seu pai compunha jingles publicitários, sua avó Thereza França era professora de artes, e seu avô Waldemar Cocchiarale, desenhista e caricaturista. Seu lado artístico se manifestou quando criança ao fazer imitações de sambistas, apresentadores de TV, políticos e radialistas.

## Carreira

### Humorista
Sua carreira artística e humorística começou ainda na faculdade de comunicação na PUC-Rio, quando o amigo e colega de curso, Fernando Caruso o convidou para fazer uma peça de improviso, a Z.É. Zenas Emprovisadas, que na época procurava um quarto elemento. Além de Caruso, a peça, que estreou em 2003, conta até hoje com Rafael Queiroga e Gregório Duvivier, tornando os atores conhecidos no estado do Rio de Janeiro. Tradicionalmente ficava em cartaz dois meses por semestre no Rio de Janeiro e, eventualmente, a peça viajava pelo Brasil. No caso de Adnet, a peça rendeu pontas em programas humorísticos da Rede Globo, como A Diarista entre outros e pequenas participações em Malhação e na novela Pé na Jaca. Foi para a TV paga onde fez o papel do advogado Júnior no seriado Mandrake, do canal HBO e gravou dois episódios do Cilada, do Multishow, como o paulista Pedro Paulo. No cinema, interpretou Tavico no filme Podecrer!, de Arthur Fontes, em 2007.
Ao divulgar o longa no programa Rockgol, a MTV se interessou pelo mesmo e o contratou para comandar o humorístico 15 Minutos, programa em que dava suas opiniões sobre assuntos diversos, imitando famosos e fazendo paródias musicais. O programa foi o maior sucesso de crítica e audiência no ano de 2008, conseguindo índices de audiência impressionantes para o canal. O formato curto e rápido do seu programa serviu de inspiração para que a MTV criasse mais nove programas com a mesma duração. Em abril de 2010, estreou uma coluna, aos sábados, no caderno de esportes do jornal O Globo. No mesmo ano, em 15 de maio, casou-se com sua colega de trabalho, a humorista e apresentadora Daniella Giusti, a Dani Calabresa. No teatro, além de Z.É. Zenas Emprovisadas, peça realizada toda de improviso, participou do Comédia Ao Vivo, com Dani Calabresa, Fabio Rabin e Luiz França.
Em 28 de janeiro de 2013, após 5 anos na MTV, o humorista deixa a emissora e assina contrato com a Rede Globo, onde protagonizou a série O Dentista Mascarado. A história girava em torno de um dentista que ao dia cuida das cáries, e a noite cuida dos crimes. A produção teve roteiro de Alexandre Machado e Fernanda Young. Em 2014, estreia no comando do o Tá no Ar: a TV na TV, que tão logo se tornou um grande sucesso ao parodiar com bom humor os programas conhecidos da televisão. Em 2015, ingressa para o elenco da nova versão da Escolinha do Professor Raimundo, onde interpretou Rolando Lero, personagem originalmente interpretado por Rogério Cardoso. Com o fim do Tá no Ar, em 2019, Adnet entrou para o elenco do Se Joga para apresentar a esquete "The Fake Brasil", paródia do The Voice Brasil. Posteriormente fez o humorístico Fora de Hora e a partir de 2023 passou a apresentar o quadro "Fica Triste Não" do Boleiragem, no SporTV. Durante a cobertura da Copa do Mundo do Catar, em 2022, apresentou o quadro "Que Doha é Essa" nos programas Central da Copa e Fantástico.
Em 6 de novembro de 2023, é anunciado que Adnet e Globo decidiram por não renovar o contrato, que terminava no fim do mesmo ano, culminando na sua saída do canal após 10 anos. O humorista retornou à Globo durante a cobertura dos Jogos Olímpicos de 2024, apresentando o quadro "Isso Aqui é Paris" dentro da Central Olímpica.
Em 2025 é anunciado pela Cazé TV para apresentar o programa 30 minutos + acréscimos, programa de humor que fecha a programação de domingo do canal esportivo. O programa que mistura humor com futebol é exibido na sequência de tempo de bola, apresentado por Bárbara Coelho.

### Carnavalesco
Ainda em 2019, Adnet se aventura no carnaval ao ingressar nas disputas de samba-enredo da São Clemente, ao lado dos compositores André Carvalho, Pedro Machado, Gustavo Albuquerque, Camilo Jorge, Luiz Carlos França, Gabriel Machado e Raphael Candela, e da Botafogo Samba Clube, junto a Dudu Cantão, Anderson Feife e Ricardo Mello, sagrando-se vencedor nas duas. Na São Clemente, a obra assinada pelo humorista e seus parceiros venceu a disputa e será o samba-enredo oficial da escola no desfile do Grupo Especial em 2020 na Marquês de Sapucaí, quando a agremiação apresentará o enredo "O Conto do Vigário". Já na Botafogo Samba Clube, que homenageará a sambista Beth Carvalho nos desfiles da Intendente Magalhães, seu samba foi um dos vencedores da disputa, entrando em uma junção com a obra assinada pela parceria de Dudu Azevedo.
Em entrevistas, o humorista - que tem uma família de músicos - declarou que era torcedor da São Clemente e sempre quis ingressar no samba-enredo, já que sempre fazia paródias e imitações dos intérpretes do carnaval. O convite para compor a obra, segundo ele, partiu de André Carvalho, amigo de Adnet desde a época de faculdade.
Em 2021, permanece na Botafogo Samba Clube, agora atuando como carnavalesco ao lado de Ricardo Hessez para desenvolver o enredo "Um apaixonado pela verdade caminhando em tempos de ilusão" em homenagem à João Saldanha. Também estreia nas disputas de samba do carnaval de São Paulo, onde assina quatro obras em escolas do Grupo Especial e Grupo de Acesso I - respectivamente, Leandro de Itaquera, Dragões da Real, Rosas de Ouro e na Gaviões da Fiel, onde foi um dos vencedores da disputa, entrando na junção feita pela escola com a obra da parceria de Grandão, Sukata e cia. Em 2023, volta a assinar os sambas de São Clemente e Dragões da Real, além de compor obras para o Boi da Ilha do Governador na Série Bronze carioca, Independente de Boa Vista, no carnaval de Vitória, e Realeza, em Porto Alegre, escola que se aproximou após elogiar seu desfile pelas redes sociais no ano anterior. Para o carnaval de 2024, assina o samba da Dragões da Real pelo terceiro ano consecutivo, além de vencer a disputa na Mocidade Independente de Padre Miguel fazendo parte da parceria de Diego Nicolau e Paulinho Mocidade.

## Vida pessoal
Marcelo fala outras línguas, como o papiamento e já estudou servo-croata e russo quando pequeno. Em 2003 se formou em jornalismo pela Pontifícia Universidade Católica (PUC). Em 2007 começou a namorar a atriz Dani Calabresa, com quem veio a se casar em 15 de maio de 2010.  Em novembro de 2014 veio a público fotos de Marcelo beijando outra mulher, porém Dani declarou em entrevista ao jornal Extra, em fevereiro de 2015, que o havia perdoado. O fato, porém, veio a acontecer novamente em 2016 e o casal anunciou a separação oficialmente em 3 de abril de 2017.
Em junho de 2017, assumiu o namoro com a engenheira química Patrícia Cardoso. Na madrugada do dia 6 de dezembro de 2020, nasce sua primeira filha, Alice Cardoso Adnet, de parto normal.

## Filmografia

### Televisão
| Ano     | Título                          | Personagem / Cargo                           | Notas                                          |
| ------- | ------------------------------- | -------------------------------------------- | ---------------------------------------------- |
| 2004    | Malhação                        | Cliente no bar de Dona Vilma                 | Episódio: "17 de agosto"                       |
| 2004    | A Grande Família                | Cliente de Agostinho                         | Episódio: "Quem é Morto Sempre Aparece"        |
| 2005    | Malhação                        | Boca                                         | Episódio: "17 de janeiro"                      |
| 2005    | A Diarista                      | Genilson                                     | Episódio: "Nete, a Feia"                       |
| 2005–07 | Mandrake                        | Junior                                       |                                                |
| 2006    | Minha Nada Mole Vida            | Entregador de Pizza                          | Episódio: "Santo Remédio"                      |
| 2006    | Pé na Jaca                      | Sebo                                         |                                                |
| 2007    | Toma Lá, Dá Cá                  | Dani                                         | Episódio: "O Y do Problema"                    |
| 2007    | Cilada                          | Pedro Paulo                                  | Episódios: "Barzinho" e "Casa de Praia"        |
| 2007    | A Grande Família                | Diretor de novela                            | Episódio: "O pai do Júlio"                     |
| 2008–10 | 15 Minutos                      | Apresentador                                 |                                                |
| 2009    | Furfles on the Beach            | Vários Personagens                           |                                                |
| 2009–10 | Furfles MTV                     | Vários Personagens                           |                                                |
| 2010–11 | Comédia MTV                     | Vários Personagens                           |                                                |
| 2011    | Adnet ao Vivo                   | Apresentador                                 |                                                |
| 2012    | Comédia MTV ao Vivo             | Vários Personagens                           |                                                |
| 2012    | Adnet Viaja                     | Apresentador                                 |                                                |
| 2012    | O Fantástico Mundo de Gregório  | Ele mesmo                                    | Episódio: "Com doença, Gregório e seu reality" |
| 2013    | MTV Verão de Casal              | Vários personagens                           |                                                |
| 2013    | O Dentista Mascarado            | Dr. Adalberto Paladino / Paladino Justiceiro |                                                |
| 2014–19 | Tá no Ar: a TV na TV            | Vários personagens                           |                                                |
| 2014    | Malhação: Sonhos                | José Alvarenga Júnior                        | Episódio: "19 de setembro"                     |
| 2014    | A Grande Família                | Ele mesmo                                    | Episódio: "Um"                                 |
| 2015–21 | Escolinha do Professor Raimundo | Rolando Lero                                 |                                                |
| 2016–17 | Adnight Show                    | Apresentador                                 |                                                |
| 2018    | Malhação: Vidas Brasileiras     | Davi Castell                                 | Episódios: "19–24 de junho"                    |
| 2018-19 | A Gente Riu Assim               | Apresentador                                 |                                                |
| 2019    | Se Joga                         | Apresentador                                 | Quadro: "The Fake Brasil"                      |
| 2020    | Fora de Hora                    | Esteban Saldanha                             |                                                |
| 2022    | Oscar 2022                      | Comentarista                                 |                                                |
| 2022    | Central da Copa                 | Comentarista                                 |                                                |
| 2022    | Batalha do Lip Sync             | Participante (1º lugar)                      | Temporada 1                                    |
| 2023    | Mar do Sertão                   | Noé Dantas / Xereu Caixeiro                  |                                                |
| 2023    | A Divisão                       | Armando Lima                                 | Temporada 3                                    |
| 2023    | Boleiragem                      | Apresentador                                 | Quadro: "Fica Triste Não"                      |
| 2023    | Agora Vai                       | Ele mesmo                                    | Especial de fim de ano                         |
| 2024    | Central Olímpica                | Vários personagens                           | Quadro: "Aqui é Paris"                         |
| 2025    | Pablo & Luisão                  | Bigode                                       | Episódio: "Avestruz Maxx"                      |

### Filmes
| Ano  | Título                               | Personagem            | Notas             |
| ---- | ------------------------------------ | --------------------- | ----------------- |
| 2007 | Podecrer!                            | Tavico                |                   |
| 2007 | Xuxa em Sonho de Menina              | Elói                  |                   |
| 2008 | Polaróides Urbanas                   | Taxista               |                   |
| 2008 | Pseudociese                          | Bruno                 | Curta-metragem    |
| 2009 | Apenas o Fim                         | Clóvis                |                   |
| 2009 | A Mulher Invisível                   | Jeferson              |                   |
| 2010 | Muita Calma Nessa Hora               | Augusto Henrique      |                   |
| 2011 | Onde Está a Felicidade?              | Nestor                |                   |
| 2012 | O Diário de Tati                     | Mauro (Maurinho)      |                   |
| 2012 | As Aventuras de Agamenon, o Repórter | Agamenon              |                   |
| 2012 | Os Penetras                          | Marco Polo Azevedo    |                   |
| 2012 | Heleno                               | Locutor da rádio      |                   |
| 2014 | Muita Calma Nessa Hora 2             | Augusto Henrique      |                   |
| 2016 | Tô Ryca                              | Falácio Fausto        |                   |
| 2017 | Os Penetras 2 – Quem Dá Mais?        | Marco Polo Azevedo    |                   |
| 2023 | Nas Ondas da Fé                      | Hickson               | também roteirista |
| 2023 | Fervo                                | Marcelo (Escrivão)    |                   |
| 2023 | Ritmo de Natal                       | Baltasar (Rei Mago 1) |                   |

### Internet
| Ano     | Título                  | Personagem         | Nota                                      |
| ------- | ----------------------- | ------------------ | ----------------------------------------- |
| 2018    | Tutorial dos Candidatos | Vários personagens |                                           |
| 2020–21 | Sinta-se em Casa        | Vários personagens | Também criador/roteirista/direção de arte |
| 2022    | Novelei                 | Conde Vlad         | Episódio: "Vamp"                          |

### Videoclipes
| Ano  | Canção         | Artista |
| ---- | -------------- | ------- |
| 2013 | "Escolho Você" | Sandy   |

## Dublagem

### Cinema
| Ano  | Título                    | Personagem        |
| ---- | ------------------------- | ----------------- |
| 2011 | O Zelador Animal          | Donald, o Macaco  |
| 2011 | O Zelador Animal          | Bernie, o Gorila  |
| 2011 | O Zelador Animal          | Joe, o Leão       |
| 2011 | O Zelador Animal          | Barry, o Elefante |
| 2011 | O Zelador Animal          | Bruce, o Urso     |
| 2016 | Angry Birds: O Filme      | Red               |
| 2019 | Angry Birds 2: O Filme    | Red               |
| 2023 | Wish: o Poder dos Desejos | Valentino         |
| 2024 | Arca de Noé               | Tom               |

### Internet
| Ano  | Título                 | Personagem |
| ---- | ---------------------- | ---------- |
| 2015 | Juninho Play e Família | Antonio    |

## Teatro
| Ano     | Título                           | Personagem         | Nota            |
| ------- | -------------------------------- | ------------------ | --------------- |
| 2004    | Rasga Coração                    | Carlos             |                 |
| 2004–05 | Z.É. Zenas Emprovisadas          | Vários personagens |                 |
| 2005    | O Alfaiate do Rei                | Tecelão            |                 |
| 2007    | Corações Encaixotados            | Dadá               |                 |
| 2006    | Os 4 Malas                       | Lucas              |                 |
| 2007    | Advocacia segundo os Irmãos Marx | Ricardo            |                 |
| 2008–11 | Comédia Ao Vivo                  | Ele mesmo          | Stand-up comedy |
| 2009    | A Proposta                       |                    |                 |
| 2009    | Futebol                          |                    |                 |
| 2010–11 | ImproRiso                        | Ele mesmo          | Stand-up comedy |

## Carnaval
Como Compositor
| Ano  | Escola                    | Colocação   | Divisão                |
| ---- | ------------------------- | ----------- | ---------------------- |
| 2020 | São Clemente              | 10º Lugar   | Grupo Especial         |
| 2020 | Botafogo Samba Clube      | 10º Lugar   | Especial da Intendente |
| 2022 | Dragões da Real           | 7º lugar    | Grupo Especial         |
| 2022 | Gaviões da Fiel           | 8º lugar    | Grupo Especial         |
| 2022 | Rosas de Ouro             | 9º lugar    | Grupo Especial         |
| 2022 | Leandro de Itaquera       | 8º lugar    | Grupo de Acesso 1      |
| 2023 | São Clemente              | 7º lugar    | Série Ouro             |
| 2023 | Dragões da Real           | 5º lugar    | Grupo Especial         |
| 2023 | Boi da Ilha               | 9º lugar    | Série Bronze           |
| 2023 | Independente de Boa Vista | 3º lugar    | Grupo Especial         |
| 2023 | Realeza                   | 7º lugar    | Grupo Ouro             |
| 2024 | Mocidade                  | 10º lugar   | Grupo Especial         |
| 2024 | Dragões da Real           | Vice-campeã | Grupo Especial         |

Como Carnavalesco
| Ano  | Escola               | Colocação | Divisão     | Fonte  |
| ---- | -------------------- | --------- | ----------- | ------ |
| 2022 | Botafogo Samba Clube | 8° lugar  | Série Prata | [ 25 ] |
| 2023 | Botafogo Samba Clube | 4° lugar  | Série Prata |        |
| 2024 | Botafogo Samba Clube | Campeã    | Série Prata | [ 67 ] |

## Prêmios e indicações
| Ano  | Prêmio                            | Categoria                                                 | Nomeação                                             | Resultado |
| ---- | --------------------------------- | --------------------------------------------------------- | ---------------------------------------------------- | --------- |
| 2008 | Meus Prêmios Nick                 | Revelação do Ano                                          | 15 Minutos                                           | Indicado  |
| 2009 | Meus Prêmios Nick                 | Humorista Favorito                                        | 15 Minutos / Furfles MTV                             | Venceu    |
| 2010 | Prêmio Qualidade Brasil           | Melhor Ator de Humorístico                                | Comédia MTV                                          | Venceu    |
| 2010 | Meus Prêmios Nick                 | Humorista Favorito                                        | Comédia MTV                                          | Indicado  |
| 2011 | Prêmio Arte Qualidade Brasil      | Melhor Ator de Humorístico                                | Comédia MTV                                          | Indicado  |
| 2011 | Meus Prêmios Nick                 | Humorista Favorito                                        | Comédia MTV                                          | Indicado  |
| 2012 | Troféu APCA                       | Melhor Humorista                                          | Comédia MTV ao Vivo                                  | Venceu    |
| 2012 | Meus Prêmios Nick                 | Humorista Favorito                                        | Comédia MTV ao Vivo                                  | Indicado  |
| 2013 | Meus Prêmios Nick                 | Humorista Favorito                                        | Comédia MTV ao Vivo                                  | Indicado  |
| 2014 | Melhores do Ano                   | Comédia                                                   | Tá no Ar: a TV na TV                                 | Indicado  |
| 2014 | Meus Prêmios Nick                 | Humorista Favorito                                        | Tá no Ar: a TV na TV                                 | Indicado  |
| 2014 | Prêmio F5                         | Programa do Ano (com Marcius e Maurício)                  | Tá no Ar: a TV na TV                                 | Indicado  |
| 2014 | Prêmio Faz Diferença - O Globo    | Revista da TV                                             | Tá no Ar: a TV na TV                                 | Indicado  |
| 2014 | Prêmio Extra de Televisão         | Melhor Programa de Humor (com Marcius e Maurício)         | Tá no Ar: a TV na TV                                 | Indicado  |
| 2015 | Melhores do Ano                   | Comédia                                                   | Tá no Ar: a TV na TV                                 | Indicado  |
| 2015 | Grande Prêmio Risadaria Smiles    | Melhor Programa de Humor na TV (com Marcius e Maurício)   | Tá no Ar: a TV na TV                                 | Venceu    |
| 2015 | Prêmio Extra de Televisão         | Melhor Programa de Humor (com Marcius e Maurício)         | Tá no Ar: a TV na TV                                 | Indicado  |
| 2015 | Troféu APCA                       | Melhor Humorístico (com Marcius e Maurício)               | Tá no Ar: a TV na TV                                 | Venceu    |
| 2015 | Troféu Internet                   | Programa Humorístico (com Marcius e Maurício)             | Tá no Ar: a TV na TV                                 | Indicado  |
| 2016 | Melhores do Ano                   | Comédia                                                   | Tá no Ar: a TV na TV                                 | Indicado  |
| 2016 | Grande Prêmio Risadaria Smiles    | Melhor Ator de Comédia                                    | Tá no Ar: a TV na TV                                 | Indicado  |
| 2016 | Grande Prêmio Risadaria Smiles    | Melhor Programa de Humor na TV (com Marcius e Maurício)   | Tá no Ar: a TV na TV                                 | Indicado  |
| 2016 | Troféu Internet                   | Programa Humorístico (com Marcius e Maurício)             | Tá no Ar: a TV na TV                                 | Indicado  |
| 2016 | Prêmio Extra de Televisão         | Melhor Programa de Humor (com Marcius e Maurício)         | Tá no Ar: a TV na TV                                 | Indicado  |
| 2016 | Prêmio ABRA de Roteiro            | Série de 30 minutos (com Marcius e Maurício)              | Tá no Ar: a TV na TV                                 | Indicado  |
| 2017 | Melhores do Ano                   | Comédia                                                   | Tá no Ar: a TV na TV                                 | Indicado  |
| 2017 | Troféu Internet                   | Programa Humorístico (com Marcius e Maurício)             | Tá no Ar: a TV na TV                                 | Indicado  |
| 2017 | Prêmio ABRA de Roteiro            | Série de TV: Esquetes/Variedades (com Marcius e Maurício) | Tá no Ar: a TV na TV                                 | Indicado  |
| 2018 | Melhores do Ano                   | Comédia                                                   | Tá no Ar: a TV na TV                                 | Indicado  |
| 2018 | Grande Prêmio Risadaria Smiles    | Melhor Ator de Comédia                                    | Tá no Ar: a TV na TV                                 | Indicado  |
| 2018 | Troféu Internet                   | Programa Humorístico (com Marcius e Maurício)             | Tá no Ar: a TV na TV                                 | Indicado  |
| 2018 | ISTOÉ - Prêmio Brasileiros do Ano | Comunicação                                               | Paródias dos candidatos na eleição                   | Venceu    |
| 2018 | Troféu APCA                       | Humor                                                     | Paródias dos candidatos na eleição                   | Venceu    |
| 2019 | Melhores do Ano                   | Comédia                                                   | Tá no Ar: a TV na TV                                 | Indicado  |
| 2019 | Troféu Internet                   | Programa Humorístico (com Marcius e Maurício)             | Tá no Ar: a TV na TV                                 | Indicado  |
| 2020 | Prêmio F5                         | Melhor Série/programa de Humor                            | Sinta-se em Casa                                     | Indicado  |
| 2020 | Prêmio F5                         | Melhor Programa feito para pandemia                       | Sinta-se em Casa                                     | Indicado  |
| 2020 | Prêmio F5                         | Melhor Ator de Série/programa de Humor                    | Sinta-se em Casa                                     | Indicado  |
| 2020 | Prêmio Faz Diferença - O Globo    | Segundo Caderno/Audiovisual                               | Sinta-se em Casa                                     | Venceu    |
| 2020 | Splash Awards                     | Melhor Humorista                                          | Sinta-se em Casa                                     | Indicado  |
| 2020 | Splash Awards                     | Melhor novo programa de TV                                | Sinta-se em Casa                                     | Indicado  |
| 2021 | Prêmio ABRA de Roteiro            | Melhor Roteiro de Série de Ficção: Comédia                | Sinta-se em Casa                                     | Indicado  |
| 2021 | Melhores do Ano                   | Humor - Troféu Paulo Gustavo                              | Sinta-se em Casa                                     | Indicado  |
| 2021 | MTV Millennial Awards             | Ri Alto                                                   | Ele mesmo                                            | Indicado  |
| 2022 | Estrela do Carnaval               | Melhor Samba-enredo                                       | "Sanitatem" (Rosas de Ouro)                          | Venceu    |
| 2022 | Prêmio SASP                       | Melhor Samba-enredo                                       | "Sanitatem" (Rosas de Ouro)                          | Venceu    |
| 2022 | Prêmio SRzd                       | Melhor Samba-enredo                                       | "Sanitatem" (Rosas de Ouro)                          | Venceu    |
| 2024 | Festival Sesc Melhores Filmes     | Melhor Ator Nacional                                      | Nas Ondas da Fé                                      | Pendente  |
| 2024 | Troféu Explosão in Samba          | Melhor Samba-enredo                                       | "Pede Caju Que Dou... Pé de Caju Que Dá!" (Mocidade) | Venceu    |
| 2024 | Troféu Gato de Prata              | Samba Popular                                             | "Pede Caju Que Dou... Pé de Caju Que Dá!" (Mocidade) | Venceu    |